# 고트 문자
고트 문자는 4세기에 아리우스파(Arius)의 주교인 울필라스가 고트어를 표기하기 위해 만들어 낸 문자 체계이다.
이 문자 체계는 로마자의 한 형태인 '고딕체'와는 전혀 다른 것이다. 고트 문자는 모두 27개의 자모로 이루어져 있는데, 그 가운데 19개 또는 20개는 그리스 문자의 언셜(uncial) 서체에서 나온 것이고, 5개 또는 6개는 라틴 문자를 약간 변형한 것이며, 나머지 2개는 고대 북유럽의 룬 문자의 서체에서 빌려 왔거나 독자적으로 만들어 낸 것이다. 이 문자 체계는 대체로 라틴 문자나 그리스 문자와 일치하지만 음가와 글자 순서는 약간 다르다.
울필라스는 이 고트 문자로 4세기에 성서를 고트어로 번역했다. 그가 번역한 고트어 성서 원본은 남아 있지 않지만, 5세기와 6세기에 씌어진 여러 문헌에 그 편린이 재생되어 있다. 그 중에서도 가장 중요한 것은 자주색 양피지에 금과 은으로 쓴 아르겐테우스 필사본이다. 고트어로 쓴 이 문헌은 고트 문자를 그대로 보존하고 있을 뿐만 아니라 오늘날 완전히 소멸한 고트어의 유일한 기록이기도 하다.

## 문자 표
| 문자 | 번역  | 비교 | 이름                        | IPA     | 숫값 |
| ---- | ----- | ---- | --------------------------- | ------- | ---- |
| 𐌰    | a     | Α    | ahsa / aza                  | /a, aː/ | 1    |
| 𐌱    | b     | Β    | bairkan / bercna            | /b/     | 2    |
| 𐌲    | g     | Γ    | giba / geuua                | /ɡ/     | 3    |
| 𐌳    | d     | Δ    | dags / daaz                 | /d, ð/  | 4    |
| 𐌴    | e     | Ε    | aiƕu] / eyz                 | /e, eː/ | 5    |
| 𐌵    | q     | Π    | qairþra (qairthra) / qertra | /kʷ/    | 6    |
| 𐌶    | z     | Ζ    | ezec                        | /z/     | 7    |
| 𐌷    | h     | H    | hagl / haal                 | /h/     | 8    |
| 𐌸    | þ, th | Θ    | þiuþ (thiuth) / thyth       | /θ/     | 9    |
| 𐌹    | i     | Ι    | eis / iiz                   | /i, iː/ | 10   |
| 𐌺    | k     | Κ    | kusma / chozma              | /k/     | 20   |
| 𐌻    | l     | Λ    | lagus / laaz                | /l/     | 30   |
| 𐌼    | m     | Μ    | manna                       | /m/     | 40   |
| 𐌽    | n     | Ν    | nauþs (nauths) / noicz      | /n/     | 50   |
| 𐌾    | j     | ᛃ    | jer / gaar                  | /j/     | 60   |
| 𐌿    | u     | ᚢ    | urus / uraz                 | /u, uː/ | 70   |
| 𐍀    | p     | Π    | pairþra (pairthra) / pertra | /p/     | 80   |
| 𐍁    |       | Ϟ    |                             |         | 90   |
| 𐍂    | r     | R    | raida / reda                | /r/     | 100  |
| 𐍃    | s     | S    | sauil / sugil               | /s/     | 200  |
| 𐍄    | t     | Τ    | teiws / tyz                 | /t/     | 300  |
| 𐍅    | w     | Υ    | winja / uuinne              | /w, y/  | 400  |
| 𐍆    | f     | F    | faihu / fe                  | /f/     | 500  |
| 𐍇    | x     | X    | iggws / enguz               | /kʰ/    | 600  |
| 𐍈    | ƕ, hw |      | ƕair / uuaer                | /ʍ/     | 700  |
| 𐍉    | o     | Ω    | oþal (othal) / utal         | /o, oː/ | 800  |
| 𐍊    |       | Ϡ    |                             |         | 900  |